# 托古欽區

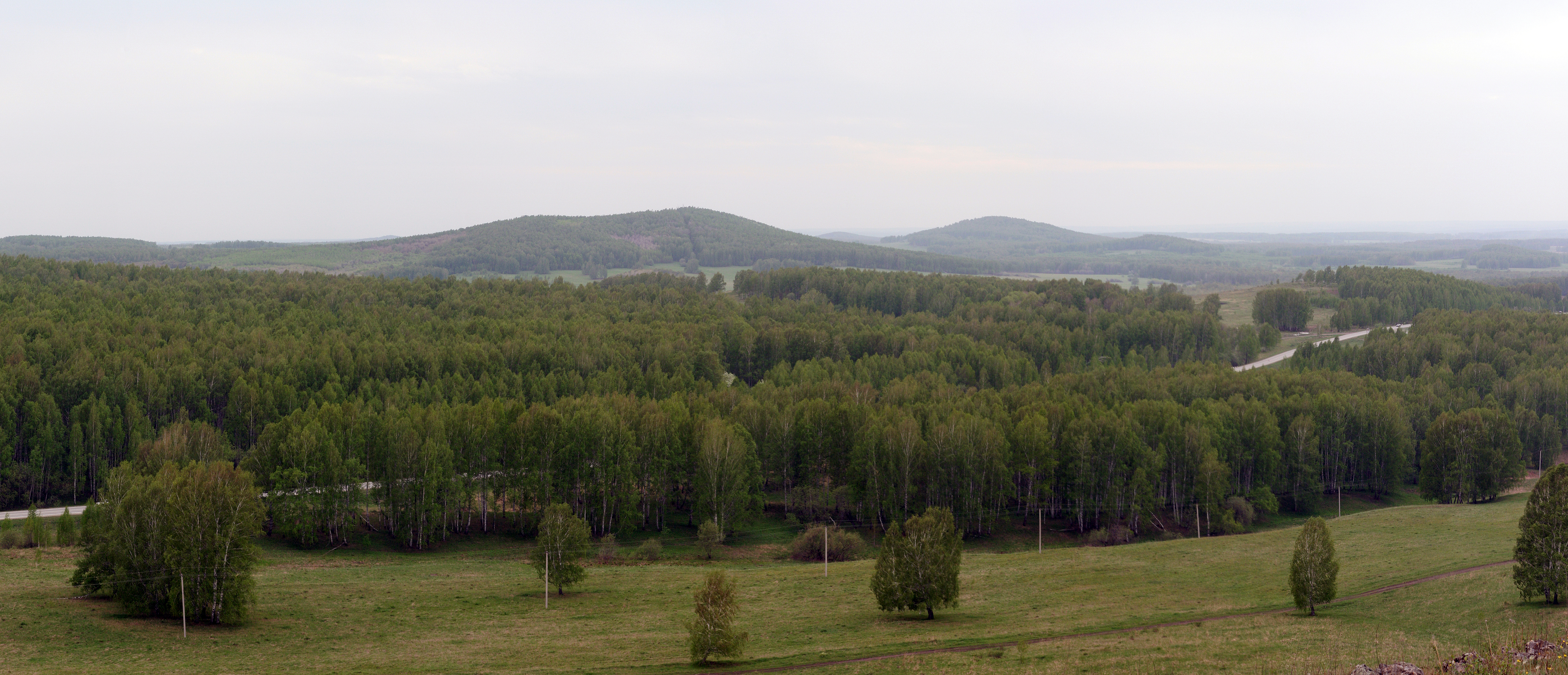

55°14′N 84°23′E / 55.233°N 84.383°E
托古欽區（俄语：Тогучинский район），是俄羅斯的一個區，位於該國南部，由新西伯利亞州負責管轄，面積6,058平方公里，2010年人口60,303，人口密度每平方公里9.95人。